# Taraxacum leptodon
Taraxacum leptodon — вид квіткових рослин з родини айстрових (Asteraceae). Вид зростає в Європі: Естонія, Латвія, Чехія, Данія, Фінляндія, Німеччина, Норвегія, Польща, Швеція; інтродукований до Великої Британії та Ірландії; це багаторічна рослина помірних біомів.